# Бритс, Оккерт
Оккерт Бритс (англ. Okkert Brits; род. 22 августа 1973 года, Эйтенхахе) — южноафриканский легкоатлет, специализирующийся в прыжках с шестом. Серебряный призёр чемпионата мира 2003 года. Бронзовый призёр чемпионата мира в помещении 1995 года. Чемпион Игр Содружества 2002 года. Участник трёх Олимпиад (1996, 2000, 2004). Двукратный обладатель Кубка мира (1994, 2002). Двукратный чемпион Африканских игр (1995, 1999). Четырёхкратный чемпион Африки (1992, 1993, 1998, 2006). Восьмикратный чемпион ЮАР (1998, 2000, 2002—2006, 2009). Обладатель рекорда Африки — 6,03 м (1995).

## Биография
Оккерт Бритс родился 22 августа 1973 года в Эйтенхахе, ЮАР.
Дебютировал на международной арене в 1992 году и выступал до 2009 года включительно.
В январе 2003 года Бритс сдал положительный допинг-тест на запрещенное вещество — эфедрин, которое, по его утверждению, должно было быть в энергетической добавке. Поскольку это было его первое нарушение, а эфедрин считался только стимулятором, то Оккерту было вынесено лишь публичное предупреждение.
В 2003 году он женился на Джейн Гиллеспи. Есть двое детей — дочь Сара Джейн Бритс (род. 2005) и сын Дэвид Оккерт Бритс (род. 2006).

## Основные результаты
| Год  | Соревнования                 | Место проведения          | Место  | Результат |
| ---- | ---------------------------- | ------------------------- | ------ | --------- |
| 1992 | Чемпионат Африки             | Бель-Вю, Маврикий         | 1      | 5,35 м    |
| 1992 | Чемпионат мира среди юниоров | Сеул, Южная Корея         | 3      | 5,40 м    |
| 1993 | Чемпионат Африки             | Дурбан, ЮАР               | 1      | 5,40 м    |
| 1993 | Чемпионат мира               | Штутгарт, Германия        | 15 (q) | 5,65 м    |
| 1994 | Игры Содружества             | Виктория, Канада          | —      | NM        |
| 1995 | Чемпионат мира в помещении   | Барселона, Испания        | 3      | 5,75 м    |
| 1995 | Чемпионат мира               | Гётеборг, Швеция          | 4      | 5,80 м    |
| 1995 | Всеафриканские игры          | Хараре, Зимбабве          | 1      | 5,50 м    |
| 1996 | Олимпийские игры             | Атланта, США              | —      | NM        |
| 1997 | Чемпионат мира в помещении   | Париж, Франция            | 6      | 5,65 м    |
| 1997 | Чемпионат мира               | Афины, Греция             | —      | NM        |
| 1998 | Чемпионат Африки             | Дакар, Сенегал            | 1      | 5,40 м    |
| 1999 | Чемпионат мира               | Севилья, Испания          | 10     | 5,50 м    |
| 1999 | Всеафриканские игры          | Йоханнесбург, ЮАР         | 1      | 5,40 м    |
| 2000 | Олимпийские игры             | Сидней, Австралия         | 7      | 5,80 м    |
| 2001 | Чемпионат мира в помещении   | Лиссабон, Португалия      | 7      | 5,60 м    |
| 2002 | Игры Содружества             | Манчестер, Великобритания | 1      | 5,75 м    |
| 2003 | Чемпионат мира в помещении   | Бирмингем, Великобритания | —      | NM        |
| 2003 | Чемпионат мира               | Париж, Франция            | 2      | 5,85 м    |
| 2004 | Чемпионат мира в помещении   | Будапешт, Венгрия         | 9 (q)  | 5,70 м    |
| 2004 | Олимпийские игры             | Афины, Греция             | 19 (q) | 5,60 м    |
| 2006 | Чемпионат Африки             | Бамбус, Маврикий          | 1      | 5,20 м    |